# ぎふ清流ラガーズ
ぎふ清流ラガーズ（ぎふせいりゅうらがーず、Gifu Seiryu Ruggers Football Club）は、現在、関西トップクラブリーグに所属する岐阜県のラグビーチーム。
2012年のぎふ清流国体に向け、県ラグビー協会主導で2008年に設立。当初5人のメンバーから始まり、代表始めとする選手勧誘の甲斐あり、現在30名ほどがチームに所属。
2010年は岐阜県内リーグ全勝優勝し、東海ラグビーBリーグへ昇格。
2011年には東海ラグビーBリーグ全勝優勝し、入替戦で一宮ラグビークラブに圧勝し、Aリーグへ昇格。一方で同年に、第3回関西クラブトーナメントで優勝し、トップクラブリーグ入替戦への出場権を獲得。
当時関西トップクラブリーグ4位だった交野クラブを破り,昇格を果たす。
2012年「ぎふ清流国体」での優勝を目標としていたが、準決勝で広島県に7-10と敗れ、結果は3位入賞。しかし、成年ラグビー不毛の地であった岐阜県のラグビーに風をもたらした。
なお、国体終了後も活動は続き、同年の関西トップクラブリーグでは2位となり、全国クラブラグビーフットボール大会へと出場。
全国大会では初戦駒場WMMを下し、ベスト4に進出するも、準決勝北海道バーバリアンズに敗れ、3位となる。
練習場所は主に岐阜県瑞穂市朝日大学の人工芝グラウンドを利用。

## 歴史
- 2008年 創部
- 2010年 岐阜県内リーグから東海Bリーグに昇格。
- 2011年 東海Bリーグから東海Aリーグに昇格。関西トップクラブリーグに昇格
- 2012年 東海Aリーグ全勝優勝。関西トップクラブリーグでは、2勝1敗で2位になる。
- 2012年 第20回 全国クラブラグビーフットボール大会　3位。

## チーム特徴
- スピードフルでテンポの速いアタッキングラグビーが特徴。

　また、サイズは小柄ながらもＤＦが強く。果敢に突き刺さるタックルが持ち味。

## 主なタイトル
- 2010年　
  - 岐阜県秋季リーグ : 優勝
- 2011年
  - 東海Bリーグ : 優勝
  - 関西一宮セブンズ(プレートトーナメント優勝)
  - 関西クラブトーナメント　優勝
  - 関西トップクラブリーグ　昇格
- 2012年
  - 関西トップクラブリーグ　2位
  - 第20回全国クラブラグビーフットボール大会出場 : 1回
  - 東海Aリーグ優勝